# Ceropsis
Ceropsis är ett släkte av skalbaggar. Ceropsis ingår i familjen vivlar.
Kladogram enligt Catalogue of Life:
| Ceropsis | \| \| Ceropsis germari \| \| \| \| \| \| Ceropsis schoenherri \| \| \| \| |
|          | \| \| Ceropsis germari \| \| \| \| \| \| Ceropsis schoenherri \| \| \| \| |
|          | Ceropsis germari                                                          |
|          |                                                                           |
|          | Ceropsis schoenherri                                                      |
|          |                                                                           |